# Шкаповське нафтове родовище
Шкаповське нафтове родовище — родовище нафти в Російській Федерації, на території Белебеєвського та Біжбуляцького районів Башкортостану. Відноситься до Волго-Уральскої нафтогазоносної провінції. Відкрито у 1953 році.